# Жиркины Дворы
Жиркины Дворы — деревня в Карачевском районе Брянской области в составе Песоченского сельского поселения.

## География
Находится в восточной части Брянской области на расстоянии приблизительно 11 км по прямой на север от районного центра города Карачев.

## История
Возникла в середине XIX века как постоялые дворы на дороге из Карачева в Козельск. В 1866 году здесь (деревня Карачевского уезда Орловской губернии) было учтено 4 двора. Рядом с деревней находится ГБУЗ «Брянская областная психиатрическая больница № 3».

## Население
Численность населения: 50 человек (1866 год), 166 человек в 2002 году (русские 100 %), 127 в 2010.